# 卡丽娜·永达尔
卡丽娜·永达尔（瑞典語：Carina Ljungdahl，1960年2月21日—），瑞典女子游泳运动员，主攻自由泳。她曾代表瑞典参加1980年夏季奥林匹克运动会游泳比赛，获得女子4×100米自由泳接力银牌。